# Suprême NTM
Suprême NTM oder nur NTM ist eine französische Hip-Hop-Gruppe aus der Pariser Banlieue Saint-Denis, die aus Joeystarr (Didier Morville) und Kool Shen (Bruno Lopes) besteht.

## Geschichte
Die Gruppe ist innerhalb des französischen Hip-Hops für ihre Feindseligkeit gegenüber der Ordnungsmacht, ihre gewaltbeeinflussten Texte und Rechtsstreitigkeiten mit dem französischen Staat bekannt.
Der Name NTM steht als Abkürzung für Nique Ta Mère ‚Fick Deine Mutter‘ (übertragen in der Bedeutung von motherfucker verwendet). Die Gruppe deutet die Abkürzung aber auch als le nord transmet le message ‚der Norden übermittelt die Botschaft‘ und spielt darauf an, dass in den meisten französischen Großstädten besonders die Banlieues (Vororte) im Norden sowohl soziale Brennpunkte als auch Zentren einer eigenständigen Kultur darstellen.
Die Gruppe ist stilistisch dem Hardcore-Rap mit Funk und Soul zuzuordnen, später finden sich auch Reggae-Elemente. Ihre Musik ist ausgesprochen politisch und gegen Klassenunterschiede sowie Rassismus gerichtet. Während sie auf den ersten Alben noch Gewalt verherrlichten, haben sie später ein distanzierteres Verhältnis zum Thema entwickelt. Einige Songs wie Pose ton Gun ‚Leg die Waffe nieder‘ richten sich ausdrücklich gegen Gewalt.
Im März 2008 gaben Kool Shen und Joey Starr die Wiedervereinigung von Supreme NTM, für vier Konzerte am 18., 19., 20. und 22. September in Paris-Bercy, bekannt. Das Ganze wurde wenige Tage später zu einer Frankreichtour ausgeweitet. Die Band hatte sich zehn Jahre zuvor getrennt. Ob der Wiedervereinigung nun auch ein neues Album folgt, ließen beide Künstler in einem Interview offen.
Vom 8. bis 10. März 2018 spielten Suprême NTM drei ausverkaufte Konzerte anlässlich ihres 30-jährigen Jubiläums in der AccorHotels Arena in Paris-Bercy.

## Kontroversen
Gegen die Band wurde 1993 wegen ihres Liedes J'appuie sur la gâchette ‚Ich drücke auf den Abzug‘ ein Strafverfahren angestrengt, das aber mit einem Freispruch endete. Als sie am 14. Juli 1996 auf einem Konzert in La Seyne-sur-Mer Kritik an der Polizei übten, riefen sie nach deren Auffassung erneut zur Gewalt auf. Das Konzert war eine Gegenveranstaltung zu einer Parteifeier des Front National (FN). 1995 hatte dieser im nahe gelegenen Toulon die Bürgermeisterwahlen gewonnen und am 14. Juli, dem französischen Nationalfeiertag, beging Jean-Marie Le Pen zusammen mit dem FN-Bürgermeister Jean-Marie Le Chevallier eine große öffentliche Feier.
Dieses Mal wurden sie in Toulon zu einer Geldstrafe und einer zweimonatigen Haft verurteilt. Es war das erste Urteil in der Geschichte der französischen Republik, in der Künstler direkt wegen einer von ihnen getroffenen Aussage verurteilt wurden. Der Prozess sorgte für eine dementsprechend große öffentliche Aufmerksamkeit. Allein der Figaro erhielt 400 Leserbriefe, von denen die meisten NTM als dekadente Anarchisten bezeichneten oder ihnen gar unterstellten, eine psychologische Kriegführung gegen Frankreich betreiben zu wollen. Die Libération kritisierte das Urteil allerdings scharf und wies darauf hin, dass in der Vergangenheit Künstler, die ähnlich provokante Aussagen getätigt hätten, nicht verurteilt worden seien. Kool Shen kommentierte: „Die Leute sind wohl in der Lage, für sich selbst zu denken. […] Die Leute sind nicht blöd, die nehmen das doch nicht wörtlich.“

## Diskografie

### Alben
| Jahr | Titel                                           | Höchstplatzierung, Gesamtwochen, AuszeichnungChartplatzierungen (Jahr, Titel, Platzierungen, Wochen, Auszeichnungen, Anmerkungen) | Höchstplatzierung, Gesamtwochen, AuszeichnungChartplatzierungen (Jahr, Titel, Platzierungen, Wochen, Auszeichnungen, Anmerkungen) | Höchstplatzierung, Gesamtwochen, AuszeichnungChartplatzierungen (Jahr, Titel, Platzierungen, Wochen, Auszeichnungen, Anmerkungen) | Anmerkungen   |
| Jahr | Titel                                           | FR | BEW | CH | Anmerkungen   |
| ---- | ----------------------------------------------- | --- | --- | --- | ------------- |
| 1995 | Paris sous les bombes                           | FR16 Platin · (12 Wo.)FR | BEW22 (14 Wo.)BEW | — |               |
| 1998 | Suprême NTM                                     | FR1 ×2Doppelplatin · (138 Wo.)FR                                                                                                  | BEW12 (31 Wo.)BEW | — |               |
| 1998 | 93 Party                                        | FR32 (5 Wo.)FR | — | — |               |
| 2000 | Live                                            | FR2 Gold · (14 Wo.)FR | BEW10 (23 Wo.)BEW | CH67 (5 Wo.)CH | als NTM       |
| 2000 | Le clash: Round 1                               | FR10 (13 Wo.)FR | — | — | als NTM       |
| 2000 | Le clash: Round 2                               | FR20 (12 Wo.)FR | — | — | als NTM       |
| 2001 | Le clash: Round 3                               | FR4 (8 Wo.)FR | BEW42 (3 Wo.)BEW | — | als NTM       |
| 2001 | Le clash: Round 4                               | FR6 (6 Wo.)FR | BEW46 (2 Wo.)BEW | — | als NTM       |
| 2001 | Le clash                                        | FR27 (14 Wo.)FR | BEW18 (9 Wo.)BEW | CH65 (6 Wo.)CH | als NTM       |
| 2007 | Suprême NTM                                     | — | — | CH97 (1 Wo.)CH | Best-of-Album |
| 2009 | On est encore là / Bercy 2008                   | FR102 (10 Wo.)FR | — | — |               |
| 2018 | Anthologie                                      | FR37 (8 Wo.)FR | BEW75 (7 Wo.)BEW | — |               |
| 2021 | La der – L’ultime concert à l'Accorhotels Arena | FR16 (6 Wo.)FR | BEW41 (5 Wo.)BEW | — | Livealbum     |

Weitere Alben
- 1990: Le Monde de demain
- 1991: Authentik (FR: Gold)
- 1992: Authentik Remix
- 1993: J’appuie sur la gachette (FR: Gold)
- 1995: NTM Live (FR: Gold)

### Singles
| Jahr | Titel Album                                                     | Höchstplatzierung, Gesamtwochen, AuszeichnungChartplatzierungen (Jahr, Titel, Album, Platzierungen, Wochen, Auszeichnungen, Anmerkungen) | Höchstplatzierung, Gesamtwochen, AuszeichnungChartplatzierungen (Jahr, Titel, Album, Platzierungen, Wochen, Auszeichnungen, Anmerkungen) | Höchstplatzierung, Gesamtwochen, AuszeichnungChartplatzierungen (Jahr, Titel, Album, Platzierungen, Wochen, Auszeichnungen, Anmerkungen) | Anmerkungen                                          |
| Jahr | Titel Album                                                     | FR | BEF | CH | Anmerkungen                                          |
| ---- | --------------------------------------------------------------- | --- | --- | --- | ---------------------------------------------------- |
| 1995 | Tout n’est pas si facile Paris sous les bombes                  | FR22 (8 Wo.)FR | — | — |                                                      |
| 1995 | La fièvre Paris sous les bombes                                 | FR19 Gold · (30 Wo.)FR | BEF31 (6 Wo.)BEF | — |                                                      |
| 1996 | Come Again 2 Paris sous les bombes                              | FR29 (6 Wo.)FR | — | — |                                                      |
| 1997 | Affirmative action (St-Denis Style remix) Paris sous les bombes | FR2 Silber · (15 Wo.)FR | BEF16 (15 Wo.)BEF | — | mit Nas                                              |
| 1998 | Laisse pas traîner ton fils Suprême NTM                         | FR21 (22 Wo.)FR | BEF23 (9 Wo.)BEF | — |                                                      |
| 1998 | Ma Benz Suprême NTM                                             | FR10 Gold · (26 Wo.)FR | BEF37 (1 Wo.)BEF | — | feat. Lord Kossity                                   |
| 1999 | That’s My People Suprême NTM                                    | FR30 (11 Wo.)FR | — | — |                                                      |
| 2001 | Le clash Round 2                                                | — | — | CH67 (3 Wo.)CH | als NTM                                              |
| 2001 | Le clash Round 3                                                | — | — | CH95 (2 Wo.)CH | als NTM                                              |
| 2001 | Le clash Round 4                                                | — | — | CH68 (3 Wo.)CH | als NTM                                              |
| 2001 | Le clash I et II Le clash                                       | FR31 (11 Wo.)FR | — | — | als NTM                                              |
| 2001 | Qui veut la peau de mon crew? Le clash                          | — | BEF34 (4 Wo.)BEF | — | als NTM                                              |
| 2018 | Sur le drapeau 93 Empire                                        | FR4 Diamant · (27 Wo.)FR | — | — | Erstveröffentlichung: 14. September 2018 mit Sofiane |

### Diskografie Kool Shen
- 1998: Donne moi des beats fat
- 1999: IV My People (EP)
- 2000: IV My People – Certifié conforme
- 2001: Streetly Street
- 2002: IV My People Zone
- 2003: Streetly Street Vol.2
- 2004: Streetly Street Vol.3
- 2004: Dernier Round
- 2005: Dernier Round Live Zenith (+DVD)
- 2005: L’avenir est à nous (Mix-CD)
- 2005: IV My People – Mission
- 2009: Crise de Conscience
- 2016: Sur le fil du rasoir

### Diskografie Joey Starr
- 1999: B.O.S.S.
- 2000: B.O.S.S.-vol.2
- 2004: B.O.S.S.-opus.3
- 2006: My Playlist
- 2006: Gare Au Jaguarr
- 2011: Egomaniac

## Auszeichnungen für Musikverkäufe
| Goldene Schallplatte - Frankreich - 1996: für das Videoalbum La Video | Platin-Schallplatte - Frankreich - 2010: für das Videoalbum Live Bercy 2008 |

Anmerkung: Auszeichnungen in Ländern aus den Charttabellen bzw. Chartboxen sind in ebendiesen zu finden.
| Land/RegionAuszeichnungen für Musikverkäufe (Land/Region, Auszeichnungen, Verkäufe, Quellen) | Silber  | Gold     | Platin     | Diamant  | Verkäufe  | Quellen                         |
| -------------------------------------------------------------------------------------------- | ------- | -------- | ---------- | -------- | --------- | ------------------------------- |
| Frankreich (SNEP)                                                                            | Silber1 | 7× Gold7 | 4× Platin4 | Diamant1 | 2.073.333 | infodisc.fr snepmusique.com FR3 |
| Insgesamt                                                                                    | Silber1 | 7× Gold7 | 4× Platin4 | Diamant1 |           |                                 |